# Cho Youn-jeong
Cho Youn-jeong (29 de setembro de 1969) é uma arqueira sul-coreana, bicampeã olímpica.

## Carreira
Cho Youn-jeong representou seu país nos Jogos Olímpicos em 1992, ganhando a medalha de ouro por equipes e no individual, com 23 anos de idade. 